# 大井忠賢
大井 忠賢（おおい ただたか、1982年2月27日 -）は、福岡県出身の日本の起業家・実業家。選挙テックラボ 代表取締役、九州大学 地域政策デザインスクール客員助教、JAPAN MENSA会員、九州大学大学院修了（MBA）。

## 経歴
- コールド・ストーン・クリーマリーのリクルーティング・マネジャーやマーケティング・マネジャーなどを歴任。
- リヴァンプのコンサルタントとして官公庁や大手航空会社の事業支援に従事。
- 2013年に楽心堂本舗株式会社を設立[1]。
- 2016年に株式会社BOOKを設立。
- 2017年4月田川市の旧猪位金小を活用したプロポーザル・コンペにて採用された多機能型交流施設「いいかねPalette」を始動[2][3][4][5]。2017年 (第19回) 福岡デザインアワード大賞受賞[6]。福岡ビジネス・デジタル・コンテンツアワード2018大賞受賞。
- 発起人として「九州廃校サミット」を発足[7][8][9]。
- 2020年に株式会社選挙テックラボを設立。https://senxotech.com/company
- 2022年に選挙区検索サービス「選挙テック」をリリース。https://senxotech.com/
- 2022年に選挙情報配信サービス「選挙タイムズ」をリリース。https://www.youtube.com/@senxotimes
- 2025年に「センキョタイムズWEB」をリリース、キュレーターとなる。https://www.senxotimes.com/